# عبد الله شحاتة
عبد الله محمود شحاتة (1930 - 20 يونيو 2002) من مصر أحد علماء الأزهر، عالم دين مسلم ومفسر ورئيس سابق لقسم الشريعة الإسلامية بكلية دار العلوم جامعة القاهرة.
ولد الدكتور عبد الله محمود شحاته بقرية نادر بمحافظة المنوفية شمال القاهرة العام 1930م، أكمل دارسته في القاهرة حيث حاز على ليسانس اللغة العربية وآدابها والدراسات الإسلامية من كلية دار العلوم جامعة القاهرة وعلي درجة الماجستير في التفسير من نفس الكلية العام 1960 م، والدكتوراه في التفسير وعلوم القرآن عام 1968م.
تفرغ عبد الله شحاتة في سنواته الأخيرة في تفسير القرآن، كما قدم برنامجين دينيين على القناة الفضائية المصرية منذ أواخر التسعينيات وحتى وفاته، وعرف عنه أسلوبه الهادئ والبسيط في الحديث والبعيد عن التطرف والحدة. من أبرز مؤلفاته «الإمام محمد عبده ومنهجه في التفسير»، «الإعلام الديني والدعوة الإسلامية» وكتاب «تفسير القرآن» و«رؤية الدين الإسلامي في الحفاظ على البيئة» الذي صدر في 2001.
كما قام شحاتة بتأليف عدة كتب منها تفسير الآيات الكونية، الإسلام والبيئة، علوم الدين الإسلامي، مع القرآن، النور الجديد، كما عمل في عدة جامعات منها جامعة القاهرة وجامعات في عمان والسعودية والسودان.
ذكر الموقع الإلكتروني لجبهة علماء الأزهر وهي جمعية تم حلها نهائيا بحكم قضائي في مصر عام 1999 أن الدكتور عبد الله شحاتة «كان عضوا في الجبهة».
توفى عبد الله شحاته في 9 ربيع ثاني 1423 هـ الموافق 20 يونيو عام 2002 ودفن في القاهرة.